# Bộ Giao thông vận tải (Thái Lan)
Bộ Giao thông vận tải (Viết tắt: MOT; tiếng Thái: กระทรวงคมนาคม, RTGS: Krasuang Khamanakhom) là một bộ của Chính phủ Thái Lan chịu trách nhiệm phát triển, xây dựng và quản lý hệ thống giao thông đường bộ, đường biển và đường hàng không của quốc gia.

## Lịch sử

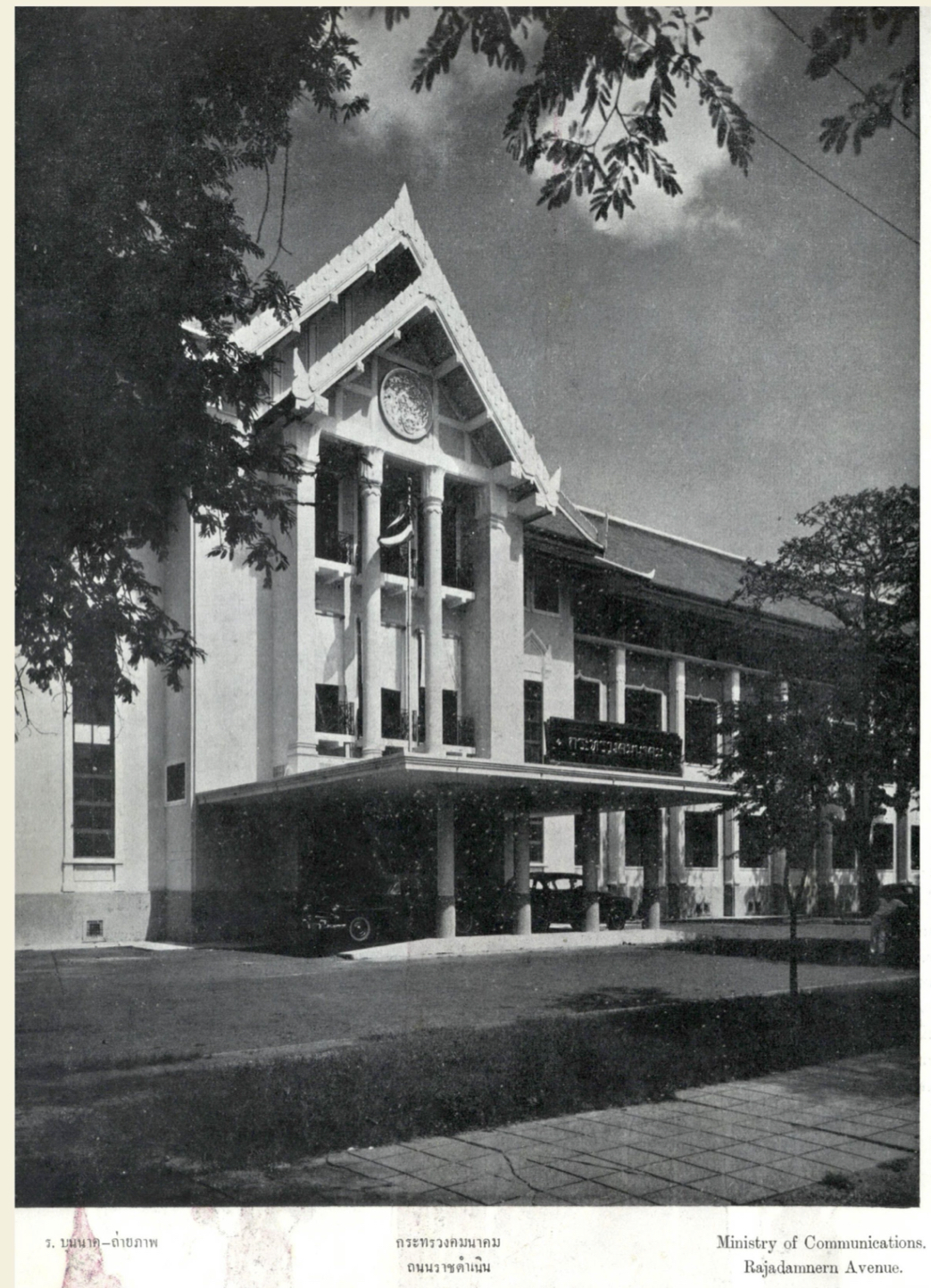
Trụ sở bộ, hình ảnh năm 1965

Bộ Giao thông vận tải trước đây còn biết đến là Bộ Truyền thông (mặc dù tên giống nhau trong tiếng Thái), và được thành lập năm 1941. Tên tiếng Anh của nó được đổi thành Bộ Giao thông vận tải vào năm 2002, khi Đạo luật Tổ chức lại các Bộ, Cơ quan Chính phủ và Sở, B.E. 2545 có hiệu lực. Quy định rằng Bộ Giao thông vận tải (Bộ Truyền thông cũ) sẽ chịu trách nhiệm chung về giao thông, các doanh nghiệp liên quan đến giao thông, quy hoạch giao thông và phát triển cơ sở hạ tầng giao thông.
Tính đến  năm 2023, bộ trưởng của Bộ Giao thông vận tải là Suriya Juangroongruangkit.